# 1200

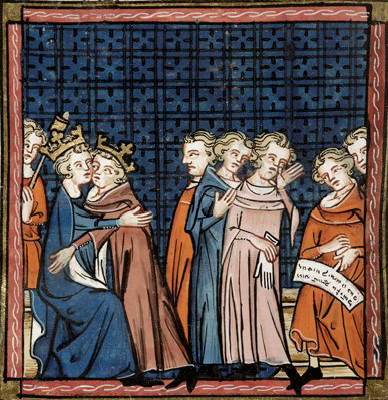
Filips II en Jan zonder Land verzoenen zich in het verdrag van Le Goulet

Het jaar 1200 is het 100e jaar in de 12e eeuw volgens de christelijke jaartelling.

## Gebeurtenissen
januari
- Januari - De paus zet heel Frankrijk onder interdict als pressiemiddel tegen Filips II om zijn huwelijk met Ingeborg van Denemarken te herstellen.
- Onder de dreiging van dat interdict sluit de Franse koning de Vrede van Péronne met de Vlaamse graaf Boudewijn. De stad Béthune in Artesië zal door de Fransen worden teruggegeven.

mei
- 23 - De latere koning Lodewijk VIII van Frankrijk trouwt met Blanca van Castilië.
- Mei - Verdrag van Le Goulet: Jan zonder Land erkent Filips II als leenheer over zijn Franse gebieden, en geeft zijn claims op het leenheerschap over Vlaanderen en Boulogne op. Filips erkent Jan als koning van Engeland, en steunt dus niet de claims van Arthur van Bretagne.

augustus
- 24 - Jan zonder Land trouwt met Isabella van Angoulême.

september
- 7 - Naar aanleiding van een eed van Filips dat hij Agnes van Meranië zal verstoten en Ingeborg weer aanneemt, wordt het interdict opgeheven. Hoewel Filips Ingeborg weer als koningin erkent, is er van een normaal huwelijksleven geen sprake.

november
- 3 - Dirk VII van Holland ontvangt van hertog Hendrik I van Brabant het gebied rond Dordrecht in leen.

zonder datum
- Vitoria-Gasteiz wordt door Castilië veroverd op Navarra.
- Sancho VII van Navarra scheidt van Constance van Toulouse.
- Cunegonde van Luxemburg wordt heilig verklaard.
- De broers Hendrik II en Rupert IV van Nassau bouwen kasteel Sonnenberg bij Wiesbaden.
- Afdamming Spaarne van het IJ met Spaarndammerdijk en Kolksluis.
- Oudst bekende vermelding: Poortvliet
- Kloosterstichting: Spermalie (jaartal bij benadering)

## Opvolging
- Ajjoebiden (Egypte) - Al-Mansur opgevolgd door Al-Adil I
- Patriarch van Antiochië (Syrisch) - Anasthasius VIII in opvolging van Michaël I de Grote
- Vrijgraafschap Bourgondië - Otto I opgevolgd door zijn dochter Johanna I
- Duitse Orde - Hendrik Waldbott van Bassenheim opgevolgd door Otto van Kerpen
- Gent (burggraaf) - Zeger III in opvolging van Zeger II
- Luik (3 maart) - Albert van Cuyck opgevolgd door Hugo II van Pierrepont
- Moravië-Olomouc - Vladimir opgevolgd door Wladislaus Hendrik

## Geboren
- 19 januari - Dogen, Japans Zen-leraar
- Juli - Filips Hurepel, Frans prins en edelman
- 28 oktober - Lodewijk IV, landgraaf van Thüringen (1217-1227)
- Beatrijs van Nazareth, Brabants mystica, schrijfster en priorin (1200-1268)
- Hugolinus van Gualdo, Italiaans kloosterstichter (jaartal bij benadering)
- Peter, graaf van Vendôme (jaartal bij benadering)
- Vincent van Kielcza, Pools schrijver (jaartal bij benadering)
- Willem van Cuijk, heer van Asten (jaartal bij benadering)

## Overleden
- 13 januari - Otto I, graaf van Bourgondië (1190-1200) en Luxemburg
- 2 februari - Albert van Cuyck, prins-bisschop van Luik (1194-1200)
- 8 april - Adalbert III van Bohemen, aartsbisschop van Salzburg
- 23 april - Zhu Xi (69), Chinees filosoof
- 20 september - Alberik II, graaf van Dammartin
- 25 oktober - Koenraad III van Wittelsbach, aartsbisschop van Mainz en Salzburg
- 16 november - Hugo van Lincoln, Bourgondisch monnik, bisschop van Lincoln
- Filip Birgersson, jarl van Noorwegen
- Frederik I, burggraaf van Neurenberg
- Gilbert Erail, grootmeester der Tempeliers
- Song Guangzong (~53), keizer van Song-China (1189-1194)